# Stridsvagn 103
Lo Stridsvagn 103, o Strv-103, o Carro S, è stato un carro armato svedese di produzione nazionale, realizzato dalla Bofors AB, i cui primi esemplari di serie apparvero in servizio nell'esercito svedese nel corso del 1966. Costruito in 300 esemplari, il modello Strv 103 fu più volte aggiornato nel corso degli anni, venendo poi ritirato definitivamente dal servizio nel corso del 1997, sostituito dallo Stridsvagn 122 (Strv 122).

## Storia

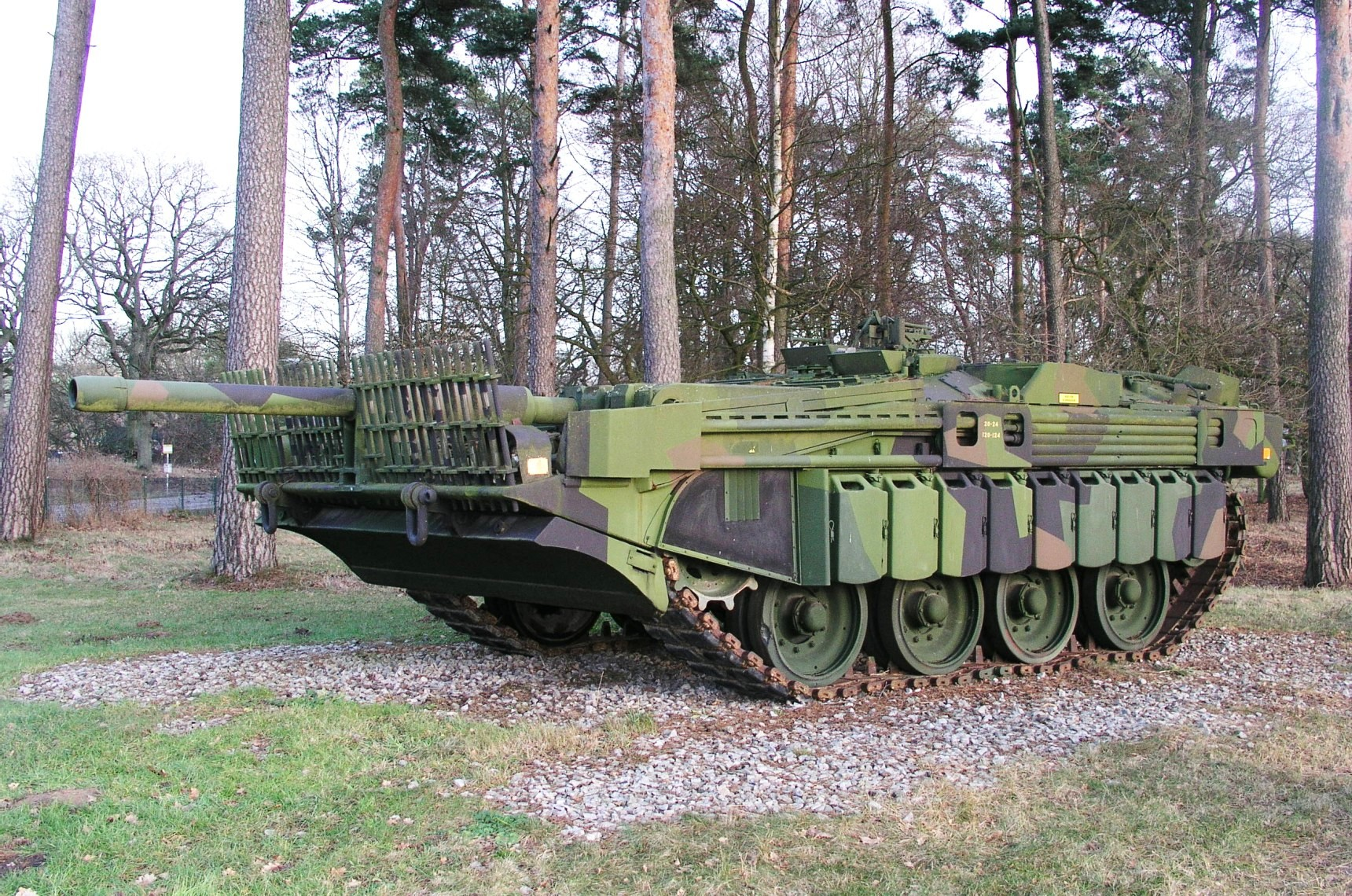
Un esemplate di carro Stridsvagn 103C esposto all'aperto.

Dopo la fine della seconda guerra mondiale l'esercito svedese era equipaggiato solo con carri armati leggeri, che costituivano la massa d'urto dell'arma corazzata. Per ovviare a questo fatto venne autorizzato l'acquisto di 300 carri medi di provenienza britannica Centurion Mk.3 con consegne immediate, e successivamente avviato lo sviluppo di un carro pesante di produzione nazionale denominato KRV, armato con un cannone ad anima liscia da 150 mm. Alla realizzazione del progetto di tale carro contribuirono la AB Landsverk per lo scafo, la Volvo per il propulsore, e la Bofors per l'armamento.
Nel 1956 l'ingegnere Sven Berge direttore del Kungliga Arméförvaltningen propose un modello di carro armato alternativo al pesante KRV, allora in fase di pieno sviluppo, denominato in codice Carro S. Tale progetto introduceva una nuova concezione del carro armato da combattimento, che prevedeva l'installazione del cannone nello scafo invece che nella torretta. Nel 1958 la società Bofors AB ricevette un contratto per lo sviluppo del nuovo carro, di cui si dovevano realizzare due prototipi, e contemporaneamente venne interrotto lo sviluppo del pesante KRV. I due prototipi furono realizzati nel 1961, ma già nel 1960 lo Stato maggiore dell'esercito aveva ordinato la costruzione di 10 esemplari di preserie dello Stridsvagn 103, ancora prima di conoscere i risultati delle prove operative. Il costo di sviluppo del carro risultò inferiore ai 9 milioni di sterline, e i primi 10 esemplari furono completati nel 1966. La produzione continuò fino al 1971 con la realizzazione di 300 esemplari.

## Descrizione tecnica

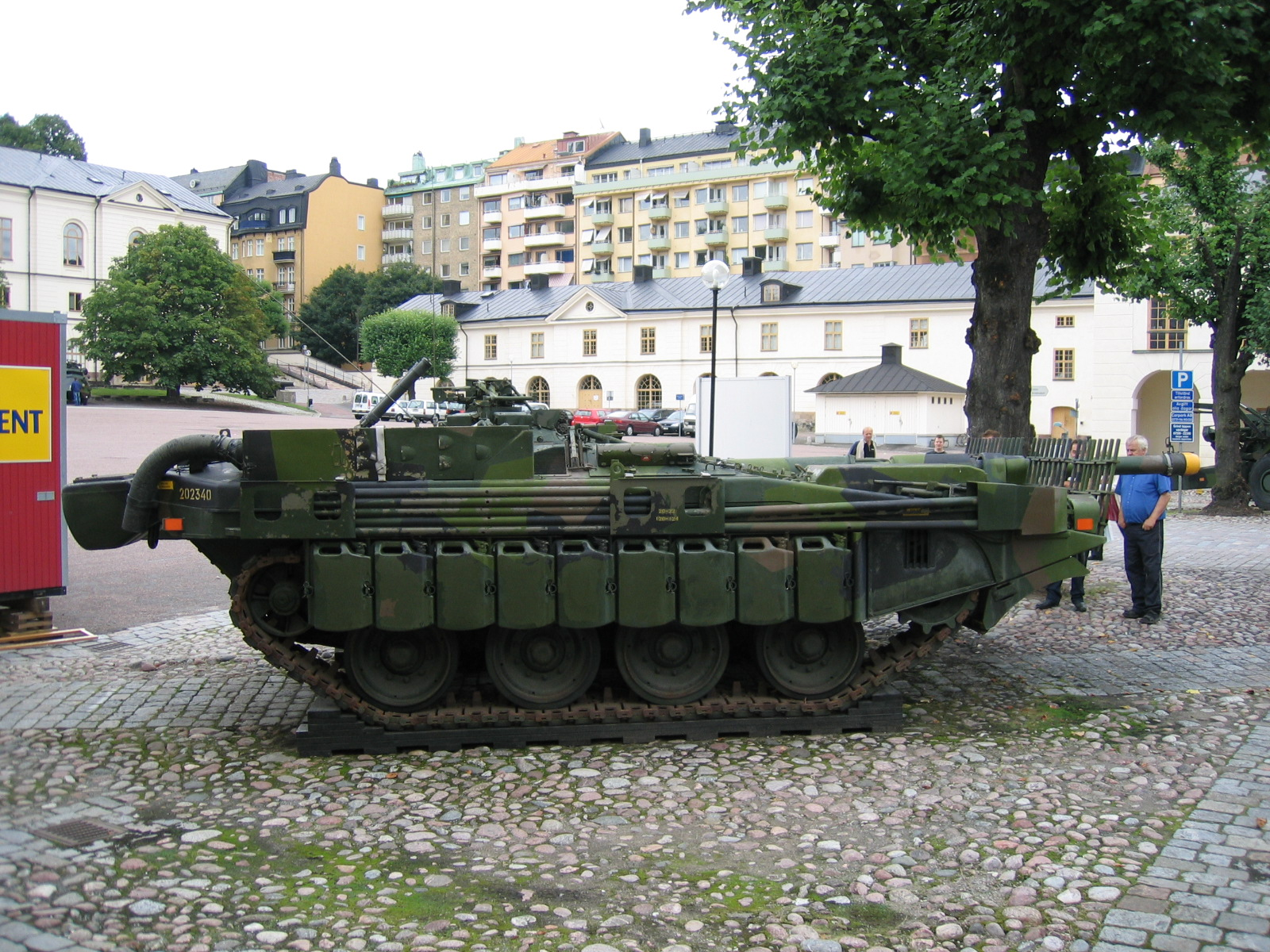
Carro armato Stridsvagn 103 esposto all'aperto presso l'Armémuseum di Stoccolma.

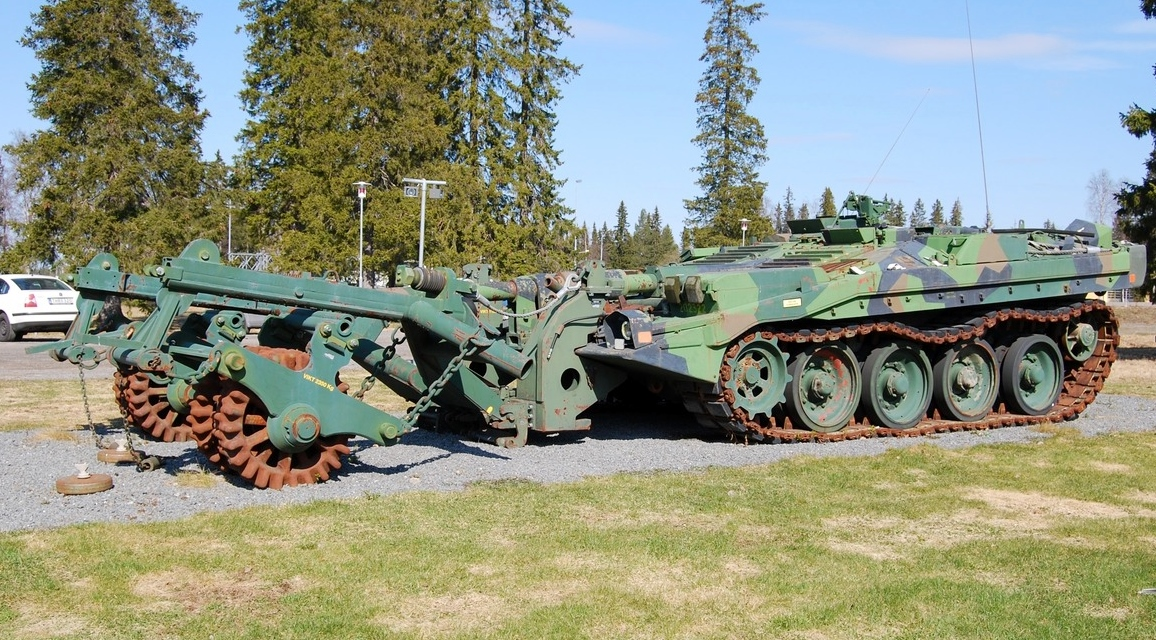
Un esemplare di Stridsvagn 103C dotato di sistema di sminamento.

Il carro si presentava privo della torretta, di dimensioni molto contenute, armato un pezzo L74 da 105/62 mm, derivato dal Royal Ordnance L7 britannico, montato fisso nello scafo, senza alcun tipo di brandeggio. Questo avveniva puntando tutto il carro e facendo ricorso a un sistema di sospensioni idropneumatico che consentiva all'armamento/scafo una elevazione di +12° e una depressione di -10°. Il carro non poteva sparare in movimento, e per il tiro le sospensioni venivano bloccate e sia il pilota che il capocarro potevano manovrarle per il puntamento. Il terzo membro dell'equipaggio era l'operatore radio, che poteva fungere anche da secondo pilota durante la marcia indietro. Il funzionamento del pezzo era completamente automatico, con clips di colpi che, una volta esaurite, venivano scaricate fuori dal mezzo. Anche i bossoli venivano espulsi automaticamente. La cadenza di tiro era pari a quindici colpi al minuto, con una dotazione standard di cinquanta colpi, situati nella parte posteriore dello scafo. Il munizionamento poteva comprendere 25 granate APDS, 20 granate HEAT e 5 fumogene. Una mitragliatrice KSP-58 da 7,62 mm era installata sulla cupola del capocarro, mentre ulteriori due mitragliatrici KSP-58 da 7,62 mm erano posizionate sul lato sinistro dello scafo. Il munizionamento disponibile per le mitragliatrici era pari a 2.750 colpi. Sulla parte superiore del carro erano posizionati due lanciatori Lyran per l'illuminazione notturna del bersaglio. Tutti i carri erano dotati di una lama apripista per scavare posizioni difensive.
Il propulsore policarburante a pistoni contrapposti Rolls-Royce K60, erogante la potenza di 243 CV (179 kW) a 3.750 giri/minuto, la turbina a gas Boeing 502 da 300 CV (223 kW) e la trasmissione erano posizionati nella parte anteriore dello scafo, e fungevano da ulteriore protezione per l'equipaggio. Il motore diesel viene utilizzato per la marcia ordinaria, la turbina a gas per gli spunti di potenza quando il mezzo era in movimento sul terreno vario. Un dispositivo di galleggiamento consentiva al mezzo di muoversi in acqua ad una velocità di 6 km/h, e il carro diveniva completamente anfibio con una preparazione di 25 minuti, con capacità di guadare un corso d'acqua profondo 1,5 m. La capacità carburante era pari a 960 litri. Il carro poteva superare una trincea larga 2,3 m, e un gradino alto 0,90 m.

## Impiego operativo

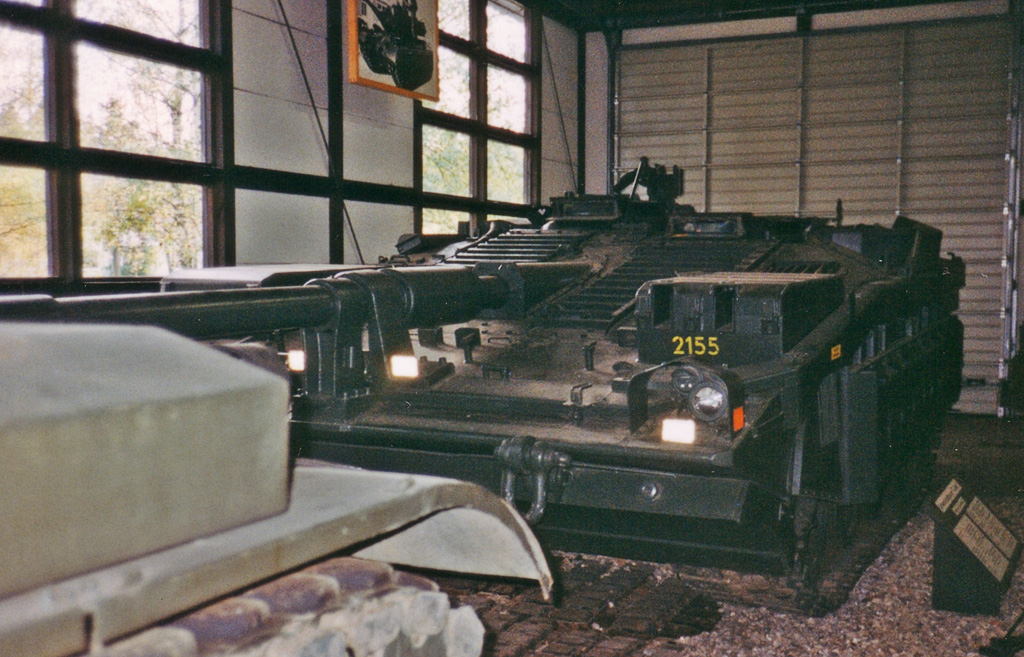
Carro armato Stridsvagn 103C conservato presso il Panzermuseum di Munster, Germania.

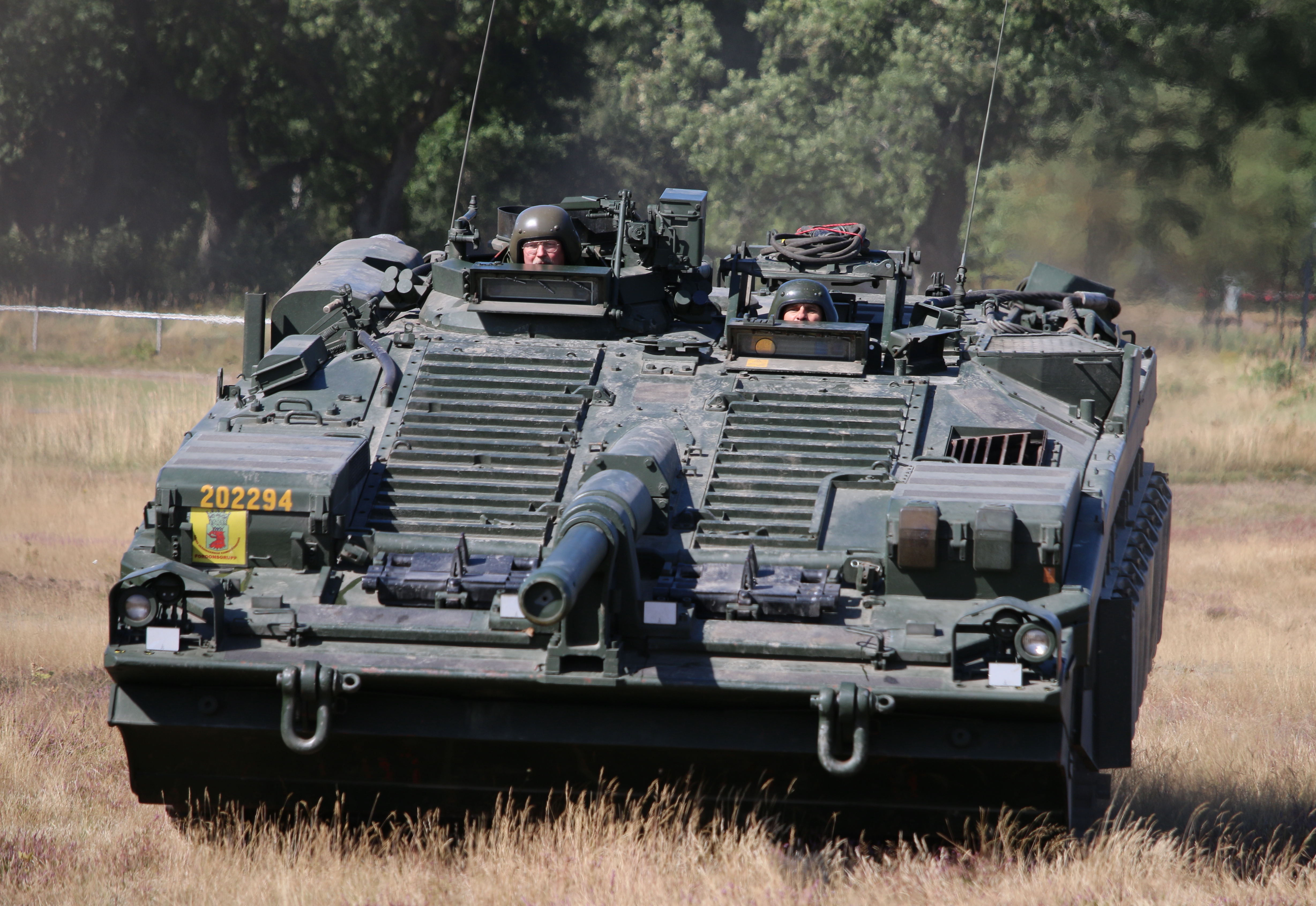
Vista anteriore del carro.

Al suo apparire in servizio il Carro S, o Strv 103, suscitò subito un notevole interesse per la sua bassissima sagoma, propria dei cacciacarri che non degli MBT, un ottimo cannone, ma emersero anche delle limitazioni, in particolare in alcune circostanze, come nel caso di scontri in aree ristrette dovendo, per brandeggiare il cannone, muovere tutto il carro.
Il modello Stridsvagn 103 fu realizzato in 300 esemplari tra il 1967 e il 1971, venendo progressivamente aggiornato, passando dalle versioni A e B al definitivo modello C. In particolare, lo Strv 103B fu equipaggiato con uno schermo impermeabile che consentiva di guadare i corsi d’acqua con una preparazione di 25 minuti. La versione Strv 103C vide la sostituzione del propulsore diesel Rolls-Royce K60 con un Detroit Diesel 6V da 290 hp, l'adozione di un cambio automatico e di un telemetro laser al posto del precedente sistema di stima della distanza. Il cannone da 105/62 mm, uno dei più potenti cannoni di questo calibro in servizio all’epoca, era caratterizzato da una elevata cadenza di tiro che consentiva di impegnare in successione numerosi bersagli, grazie al sistema di caricamento automatico.
Il programma di aggiornamento allo standard Stridsvagn 103D, avviato nei primi anni novanta del XX secolo venne abbandonato, in favore dell’adozione del più potente carro Stridsvagn 122 (Strv 122), dotato di cannone da 120 mm. Il modello Strv 103 fu ufficialmente ritirato dal servizio entro la fine del 1997, e nell’ultimo anno gli esemplari di Strv 103 furono usati per l’addestramento per gli equipaggi destinati ad operare sui carri armati.
Il prototipo Strv 103D è oggi esposto al Museo di mezzi corazzati di Axvall, insieme ad alcuni carri 103C.

## Versioni

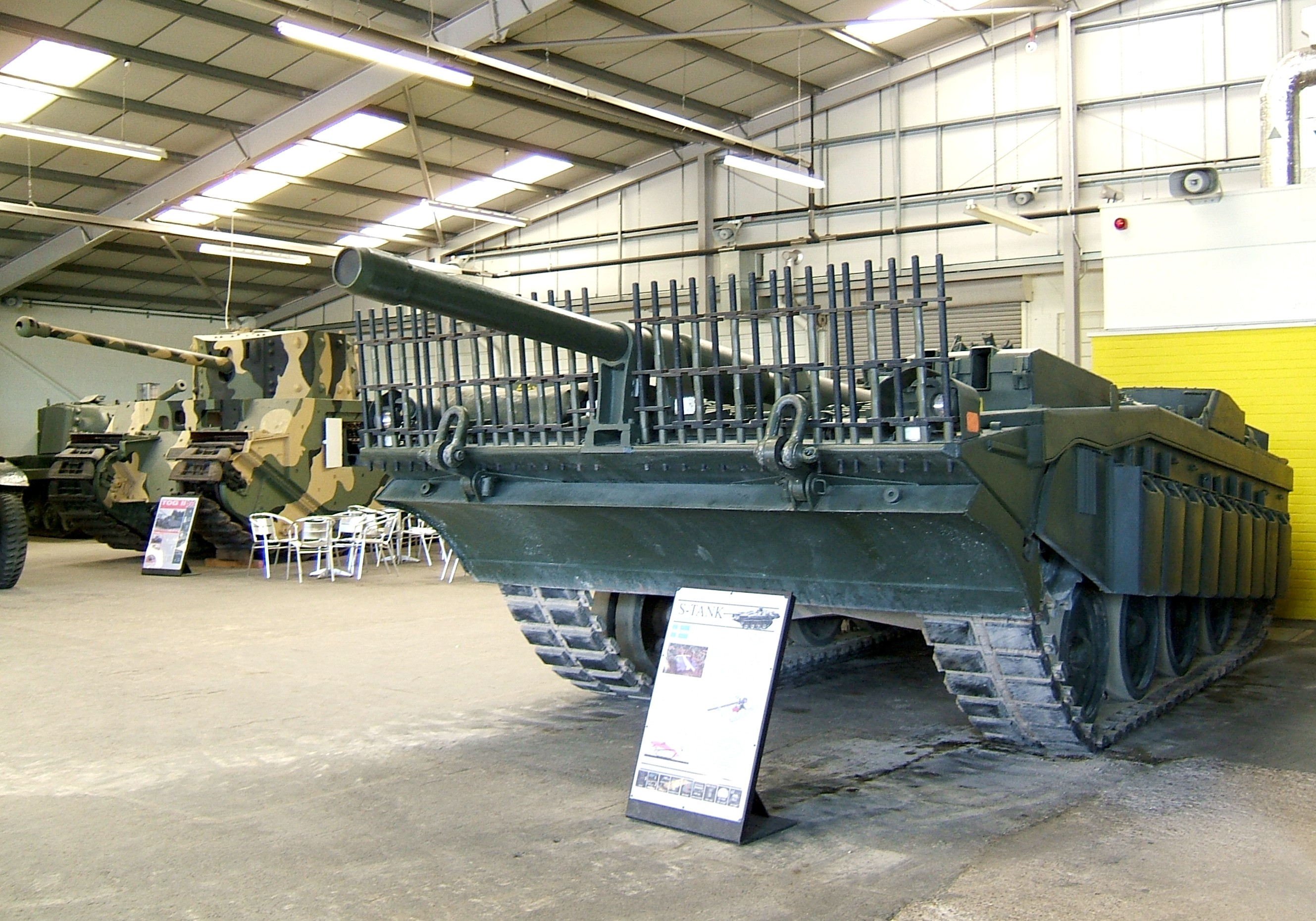
Vista anteriore di un carro armato Stridsvagn 103C conservato in un museo.

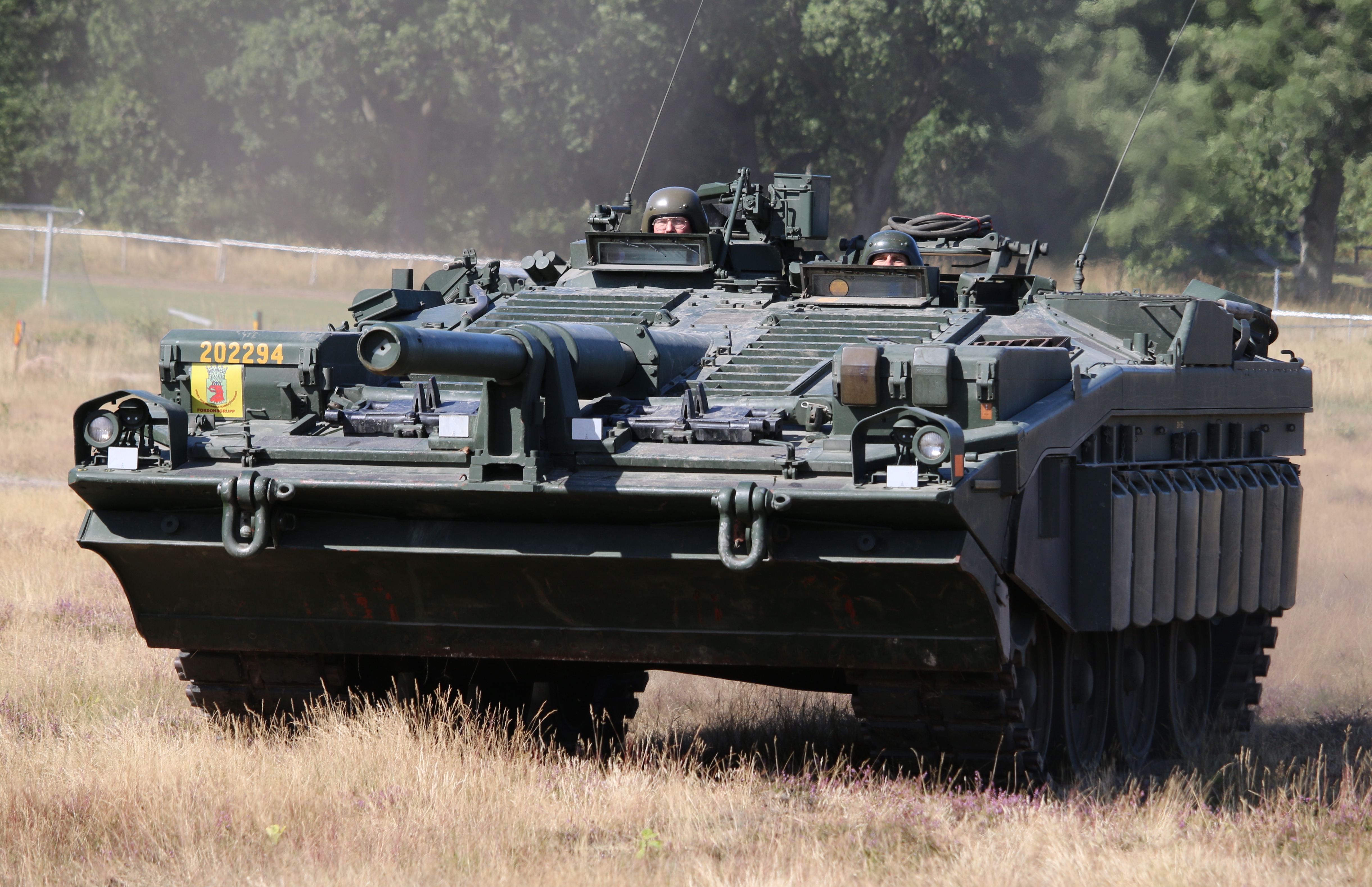
Vista anteriore di un carro armato Stridsvagn 103C in movimento all'aperto.

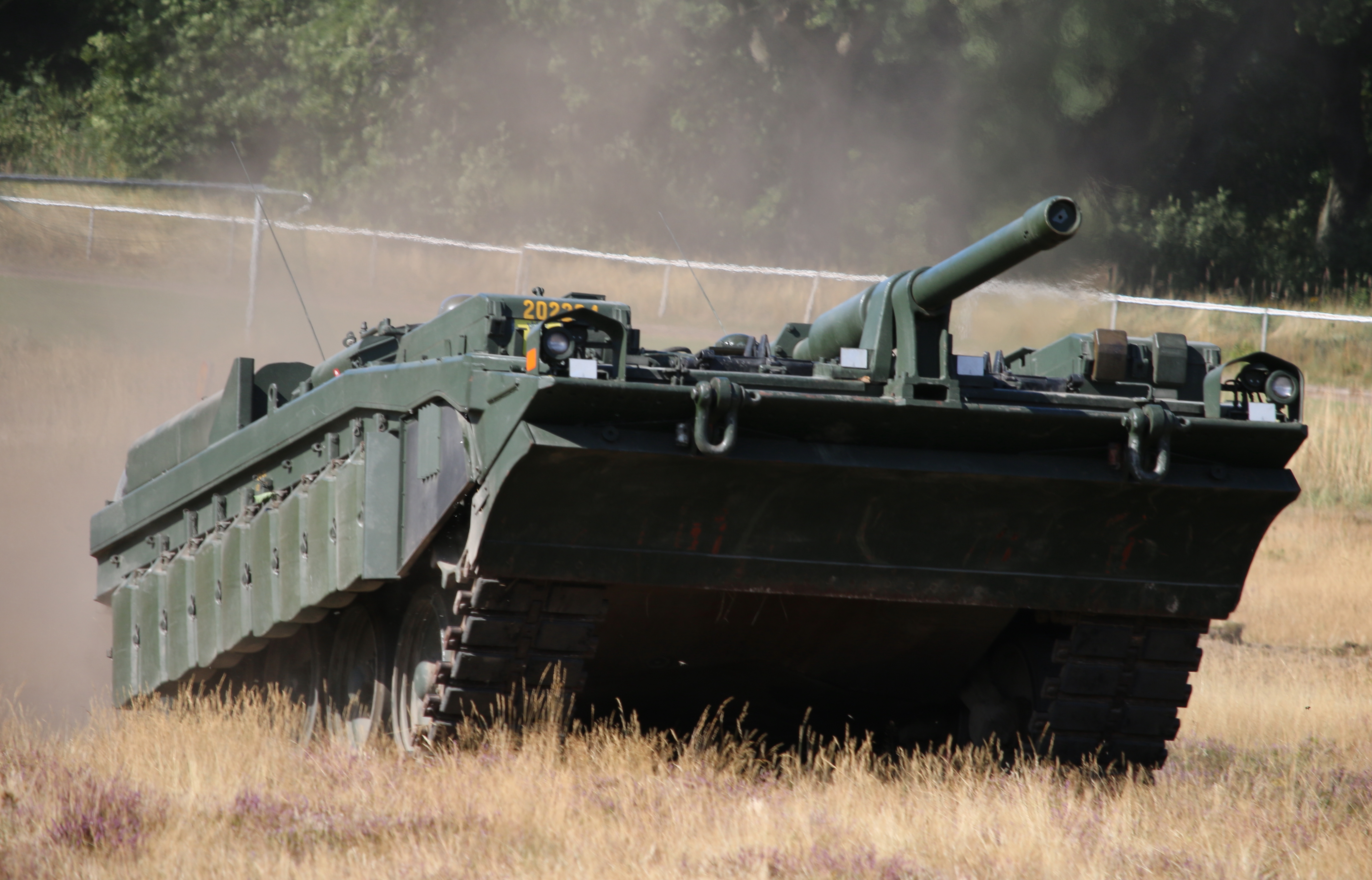
Un carro Stridsvagn 103C in movimento su terreno vario.

Stridsvagn 103Aprima versione di serie equipaggiata con propulsore Rolls-Royce K60 da 243 CV (179 kW), e turbina a gas Boeing 502 da 300 CV (179 kW),
Stridsvagn 103Bpoiché il peso del carro armato Strv 103 era aumentato rispetto agli esemplari di preserie, il modello base 103 si rivelò sottopotenziato. Venne quindi introdotta, dopo la produzione dei primi 80 esemplari di serie, una versione più potente della stessa turbina a gas, prodotta dalla Caterpillar 553 da 497 CV (336 kW). I primi 80 carri (designati retroattivamente Strv 103A) furono subito portati allo standard B. Le nuove regolazioni della sospensione idro-pneumatica portarono l’elevazione massima da -10/+12 gradi, a -11/+16 gradi.
Stridsvagn 103Cnel 1986 fu avviato un programma di aggiornamento per dotare tutti i veicoli di un migliore sistema di controllo antincendio. Inoltre ogni Strv 103 fu equipaggiato con una lama apripista, ed inoltre, tra il 1987-1988 fu avviato un ulteriore programma di ammodernamento che prevedeva la sostituzione del motore Rolls-Royce K60 con un Diesel Detroit 6V-53T da 295 CV (216 kW), l’installazione di corazze reattive posizionate lungo i lati dello scafo e di un telemetro laser. Il peso massimo saliva a 42,5 tonnellate.
Stridsvagn 103Dverso la metà degli anni novanta del XX secolo le forze armate svedesi stavano considerando un nuovo aggiornamento per il carro Strv 103, che venne designato Strv 103D. Le principali modifiche riguardarono l'installazione di computer per il controllo del fuoco, di visori termici sia per l'artigliere che per il comandante, e di un intensificatore di luce passivi per il conducente. Inoltre furono apportate alcune modifiche minori al sistema di sospensione e al propulsore. Ne venne realizzato un prototipo che fu testato anche sotto controllo remoto.

## Utilizzatori
- Svezia

### Annotazioni
1. ↑  Il pilota era posizionato sulla sinistra dello scafo, e disponeva per l'osservazione sterna di un periscopio combinato ad un cannocchiale binoculare a 1, 6, 10 o 18 ingrandimenti. L'oculare destro del cannocchiale disponeva del visore reticolare.
2. ↑  Il capocarro era posto a destra nello scafo, e disponeva di un periscopio combinato ad un visore ottico simile a quello a disposizione del pilota, che gli consentiva di puntare il cannone e poi sparare. Il congegno di puntamento OPS-1 era completamente stabilizzato, e poteva essere brandeggiato per 208°.
3. ↑  Il radiofonista era posizionato dietro il pilota e guardava verso la parte posteriore del carro.
4. ↑  I motori potevano agire insieme grazie a un cambio particolare, mentre la turbina a gas serviva anche per le partenze a freddo in climi rigidi e per fornire energia quando il diesel era spento.
5. ↑  Gli altri MBT dell’epoca dovevano ricorrere all’utilizzo di uno snorkel per poter guadare i corsi d'acqua più profondi.
6. ↑  Tutti gli esemplari conservati sono perfettamente funzionanti.
7. ↑  Prima ne era equipaggiato un solo carro per plotone.
8. ↑  L’adozione di visori notturno consentiva all’equipaggio di combattere nelle ore notturne e in condizioni climatiche avverse.
9. ↑  Nello stesso periodo di utilizzo degli Strv 103 la Svezia realizzò l'Ikv-91, un "cacciacarri anfibio per la guerra nel settore artico" caratterizzato da una torretta rotante sui 360° equipaggiata con un cannone da 90 mm.

### Fonti
1. 1 2 3 4 5 6 7 8 9 10 11  Foss 2000, p. 80.
2. ↑   Stridsvagn 103 (Strv 103) (S-Tank) - Main Battle Tank - History, Specs and Pictures - Military Tanks, Vehicles and Artillery, su militaryfactory.com, 5 febbraio 2014. URL consultato il 16 novembre 2017.
3. ↑   Sven Berge, ARMOR (JPG), su tankandafvnews.files.wordpress.com.
4. 1 2 3 4 5 6 7 8 9 10 11 12 13 14 15 16 17 18 19 20 21  Drago, Boroli 1992-94, p. 1.
5. 1 2  Foss 2000, p. 81.
6. ↑   Pansarmuseet, su Pansarmuseet.se. URL consultato il 16 novembre 2017.